# Levitic
Leviticul sau Cartea Leviticului (din greacă Λευιτικός, transliterat Levitikos, cu sensul de referitoare la leviți)  este a treia carte a Pentateuhului, deci și a Vechiului Testament și Tanahului. Majoritatea capitolelor sale (1–7, 11–27) constă în grăirile lui Dumnezeu către Moise, pe care Dumnezeu le poruncește lui Moise să le repete israeliților. 
Leviticul se bazează pe două convingeri esențiale: în primul rând, că lumea a fost creată foarte bună și își păstrează capacitatea de a atinge această stare, deși este vulnerabilă la păcat și murdărie; și, în al doilea rând, că îndeplinirea de către credincioși a ritualului face posibilă prezența lui Dumnezeu, în timp ce ignorarea sau încălcarea acestuia compromite armonia dintre Dumnezeu și lume.  
Tradițional se consideră că Leviticul a fost scris de Moise, sau, într-o formă mai puțin extremă, că materialul este din timpul său. Cu toate acestea, tradiția este relativ târzie (ea datează din perioada lui Iosephus Flavius, un istoric din secolul I e.n.) și oamenii de știință sunt practic în unanimitate atunci când afirmă că această carte a avut o lungă perioadă de dezvoltare, că acesta include unele materiale considerabile ale Antichității și că această carte a ajuns la forma sa actuală în perioada persană (538-332 î.e.n.). 

## Conținutul pericopelor

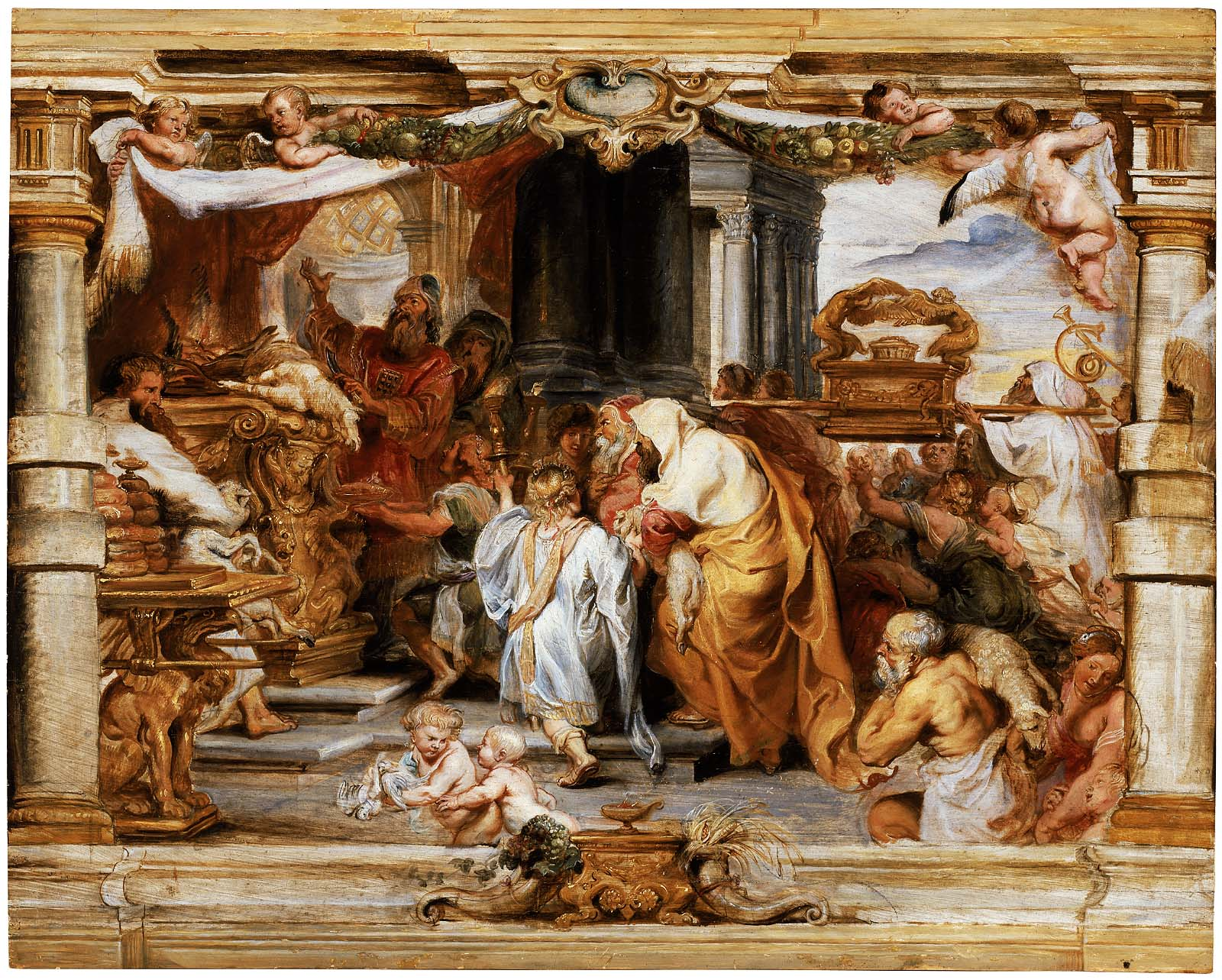
Sacrificul vechiului legământ (pictură de Peter Paul Rubens)

Vaikra, în Levitic 1-5: Legile sacrificiilor
Țav, în Levitic 6-8: Sacrificii, coordonarea dintre preoți
Șmini, în Levitic 9-11: Tabernacolul consacrat, foc străin, legile dietetice
Tazria, în Levitic 12-13: Nașterea, boli de piele, haine
Mețora, în Levitic 14-15: Boli de piele, case infectate, evacuările genitale
Aharei Mot, în Levitic 16-18: Iom Kipur, oferte centralizate, practici sexuale
Kedoșim, în Levitic 19-20: Sanctitate, sancțiuni pentru fărădelegi
Emor, în Levitic 21-24: Reguli pentru preoți, zile sfinte, lumini și pâine, un hulitor
Behar, în Levitic 25-25: Anul sabatic, răscumpărarea evreilor și robilor
Behukotai, în Levitic 26-27: Binecuvântări și blesteme, zeciuielile